# NGC 1918
NGC 1918 je ostatak supernove u zviježđu Zlatnoj ribi. 

## Vanjske poveznice
- SEDS: NGC 1918